# Germacranólido

Estructura química de costunolide, un prototipo de germacranólico

Germacranólido son un grupo de compuestos químicos naturales clasificados como lactonas sesquiterpénicas. Se encuentran en una variedad de fuentes vegetales, incluyendo Eupatorium cannabinum.